# Абдулах Алберт
Абдулах Алберт Алфогер Чохо (енгл. Abdallah Albert Alfoger Chokho) је министар за очување дивљине и туризма у Влади Јужног Судана. На позицију је постављен 10. јула 2011. од стране председника државе и премијера Салве Кира Мајардита. Мандат министра је у трајању од пет година. Претходно је обављао исту функцију у Влади Аутономног региона Јужни Судан од 2005. до 2010. године.
Дипломирао је 1990. на Универзитету у Бони у Индији. Пре министарског позива био је саветник председника за развој, гувернер Источне Екваторије, дипломата и министар образовања Источне Екваторије. По вероисповести је муслиман и оснивач је „Исламског већа Јужног Судана“.